# Ganas de vivir
Ganas de Vivir es el tercer disco de Andy y Lucas. Fue lanzado al mercado por Sony BMG el 27 de febrero de 2007.

## Lista de canciones
| N.º | Título                | Escritor(es)                | Duración |  |
| 1.  | «Quiero que sepas»    | Lucas González              | 3:33     |  |
| 2.  | «De qué me vale»      | Lucas González              | 4:17     |  |
| 3.  | «Dame tu corazón»     | Andy Morales · David Cuevas | 3:36     |  |
| 4.  | «Abuelo»              | Andy Morales · David Cuevas | 4:34     |  |
| 5.  | «Quiéreme»            | Andy Morales · David Cuevas | 3:40     |  |
| 6.  | «Dios bendiga»        | Lucas González              | 4:50     |  |
| 7.  | «La niña de mis ojos» | Lucas González              | 3:45     |  |
| 8.  | «María»               | Andy Morales · David Cuevas | 4:06     |  |
| 9.  | «Sueños de amor»      | Andy Morales · David Cuevas | 4:24     |  |
| 10. | «Una chica normal»    | Lucas González              | 3:52     |  |
| 11. | «Ayer iba tan guapa»  | Lucas González              | 3:57     |  |
| 12. | «Por una tontería»    | Lucas González              | 4:37     |  |

- Datos: Q15640727